# Wereldkampioenschappen veldrijden - Gemengde estafette
De categorie gemengde estafette staat sedert 2022 op het programma van de wereldkampioenschappen veldrijden.

## Geschiedenis
De gemengde estafette (Team Relay) werd in 2022 als experiment toegevoegd aan het programma van het wereldkampioenschap in Fayetteville. Voor de UCI was het experiment met de gemengde estafette geslaagd. Daarop besloot het Management Committee van de internationale federatie om de wedstrijd op te nemen in het programma van toekomstige edities van het wereldkampioenschap, te beginnen met het WK veldrijden van 2023. Het format is gebaseerd op dat van de populaire gemengde estafette tijdens het WK mountainbiken.

## Medaillewinnaars
| Jaar     | Plaats       | Goud | Zilver | Brons |
| 2027     | Oostende     | | | |
| 2026     | Hulst        | | | |
| 2025     | Liévin       | Verenigd Koninkrijk Thomas Mein Zoe Bäckstedt Oscar Amey Cat Ferguson Darlison Milo Wills Maia Zoe Roche  | Italië Stefano Viezzi Sara Casasola Mattia Agostinacchio Lucia Bramati Gioele Bertolini Giorgia Pellizotti | Frankrijk Joshua Dubau Hélène Clauzel Jules Simon Célia Gery Florian Fery Zélie Lambert                      |
| 2024     | Tábor        | Frankrijk Rémi Lelandais Hélène Clauzel Martin Groslambert Lauriane Duraffourg Aubin Sparfel Célia Gery   | Verenigd Koninkrijk Cameron Mason Anna Kay Corran Carrick-Anderson Zoe Bäckstedt Oscar Amey Cat Ferguson   | België Michael Vanthourenhout Sanne Cant Ward Huybs Julie Brouwers Arthur Van den Boer Shanyl De Schoesitter |
| 2023     | Hoogerheide  | Nederland Leonie Bentveld Fem van Empel Lauren Molengraaf Tibor del Grosso Ryan Kamp Guus van den Eijnden | Verenigd Koninkrijk Anna Kay Zoe Bäckstedt Alfie Amey Joseph Blackmore Cat Ferguson Thomas Mein            | België Marion Norbert-Riberolle Julie Brouwers Xaydée Van Sinaey Laurens Sweeck Antoine Jamin Joran Wyseure  |
| 2022 (T) | Fayetteville | Italië Samuele Leone Silvia Persico Lucia Bramati Davide Toneatti                                         | Verenigde Staten-A Eric Brunner Katie Clouse Clara Honsinger Scott Funston                                 | België Daan Soete Kiona Crabbé Alicia Franck Niels Vandeputte                                                |

## Medaillespiegel
| Plaats | Land                | Goud | Zilver | Brons | Totaal |
| ------ | ------------------- | ---- | ------ | ----- | ------ |
| 1      | Verenigd Koninkrijk | 1    | 2      | 0     | 3      |
| 2      | Frankrijk           | 1    | 0      | 1     | 2      |
| 3      | Nederland           | 1    | 0      | 0     | 1      |
| 4      | Italië              | 0    | 1      | 0     | 1      |
| 5      | België              | 0    | 0      | 2     | 2      |
| Totaal | Totaal              | 3    | 3      | 3     | 9      |

Bijgewerkt op 1 februari 2025.
2022 (test) ·
2023 ·
2024 ·
2025
1950 · 
1951 · 
1952 · 
1953 · 
1954 · 
1955 · 
1956 · 
1957 · 
1958 · 
1959 · 
1960 · 
1961 · 
1962 · 
1963 · 
1964 · 
1965 · 
1966 · 
1967 · 
1968 · 
1969 · 
1970 · 
1971 · 
1972 · 
1973 · 
1974 · 
1975 · 
1976 · 
1977 · 
1978 · 
1979 · 
1980 · 
1981 · 
1982 · 
1983 · 
1984 · 
1985 · 
1986 · 
1987 · 
1988 · 
1989 · 
1990 · 
1991 · 
1992 · 
1993 · 
1994 · 
1995 · 
1996 · 
1997 · 
1998 · 
1999 · 
2000 · 
2001 · 
2002 · 
2003 · 
2004 · 
2005 · 
2006 · 
2007 · 
2008 · 
2009 · 
2010 · 
2011 · 
2012 · 
2013 · 
2014 · 
2015 · 
2016 · 
2017 · 
2018 · 
2019 ·
2020 ·
2021 ·
2022 ·
2023 ·
2024 ·
2025

Categorieën

Mannen elite · 
vrouwen elite · 
mannen beloften · 
vrouwen beloften · 
jongens junioren · 
meisjes junioren · 
gemengde estafette

Voormalig:
mannen amateurs